# 汤米·维尔纳
汤米·维尔纳（瑞典語：Tommy Werner，1966年3月31日—），瑞典男子游泳运动员。他曾代表瑞典参加1984年、1988年和1992年夏季奥林匹克运动会游泳比赛，其中1992年奥运会获得一枚银牌。